# Social (sociología)
En una definición en sentido amplio del término social, se refiere a las relaciones que se establecen y mantienen unidos a los miembros de una sociedad.
Ciertos animales no humanos, tal como por ejemplo la mayoría de los mamíferos, son calificados como especies sociales, y lo mismo procede para ciertas especies de insectos; y obviamente los humanos también conformamos una especie social se puede decir que social viene del griego sociedad.
En el sentido común, el término social generalmente es casi sinónimo de sociedad. De todas maneras, las concepciones sociológicas de sociedad son numerosas, difieren con los autores, y a veces son muy criticadas y puestas en duda.
En Derecho, el término social posiblemente es ambiguo en más de un sentido. En efecto: 
1. A veces designa lo que se vincula a las relaciones laborales; por ejemplo: Derecho social.[8]
2. A veces designa a las relaciones entre asociados o socios de una misma sociedad; por ejemplo: Mandato social.[9]

## Social como concepto sociológico
Las conceptualizaciones sociológicas de lo que representa lo social, surgieron con la necesidad de definir el objeto de investigación de la sociología. Émile Durkheim fue uno de los primeros en intentar definir lo que es la sociología, proponiendo como objeto de investigación al « sustrato social ».

## Crítica del término
El término social a veces es criticado por ser una palabra que evoca algo difuso y con poca significación, y que sirve solamente a dificultar o entreverar las reflexiones. Así, el economista austriaco Friedrich Hayek escribía en 1957 en sus Ensayos de filosofía, de ciencia política, y de economía, que « el adjetivo social es una palabra que quita todo sentido claro a las expresiones en las que se la utiliza ». Este autor en particular critica la falta de responsabilidad involucrada en la utilización exagerada del término social, en detrimento de la necesaria responsabilidad de los individuos libres; en Droit, législation, et liberté o Law, Legislation and Liberty (título en francés e inglés respectivamente), el autor Friedrich Hayek vuelve sobre la crítica al uso del término « social », en particular a través del concepto de « justicia social ».